# Rusijada
Rusijada je vseslovenski festival šol z ruščino, ki poteka od leta 2007 na državni ravni. Na festivalu se srečujejo, družijo in predstavljajo s svojimi točkami v ruščini vsi tisti slovenski učenci in dijaki, ki se v šolah učijo ruščino in spoznavajo rusko kulturo.
Zadnji, osmi festival Rusijada 2019 je potekal v petek, 22. marca 2019. Med drugim so se predstavile šole iz Škofje Loke, Celja, Nove Gorice, Ptuja, Ljubljane, ... Častni pokrovitelj festivala je predsednik Republike Slovenije Borut Pahor.